# Bella Vista (Itapúa)
Bella Vista ist ein Distrikt im Departamento Itapúa von Paraguay, benannt nach der gleichnamigen Stadt. 

## Geographie
Bella Vista erstreckt sich über eine Fläche von 285 km² und hat etwa 8.000 Einwohner. Der Distrikt
wird umgeben von den Nachbardistrikten Pirapó und Obligado, im Süden grenzt er an den Río Paraná und damit an Argentinien.

## Geschichte
Die Stadt wurde am 12. Oktober 1918 von den deutschen Einwanderern Erdmann Fischer und Josef Bohn als Kolonie am Ufer des Río Paraná gegründet. Weitere deutsche Kolonien waren Hohenau, das schon 1898 gegründet wurde, und Obligado. Seit dem 4. September 1959 hat Bella Vista den Status eines Distrikts im Departamento Itapúa von Paraguay.
Ein kleines Museum in Bella Vista dokumentiert die Geschichte der Deutschen Einwanderung.

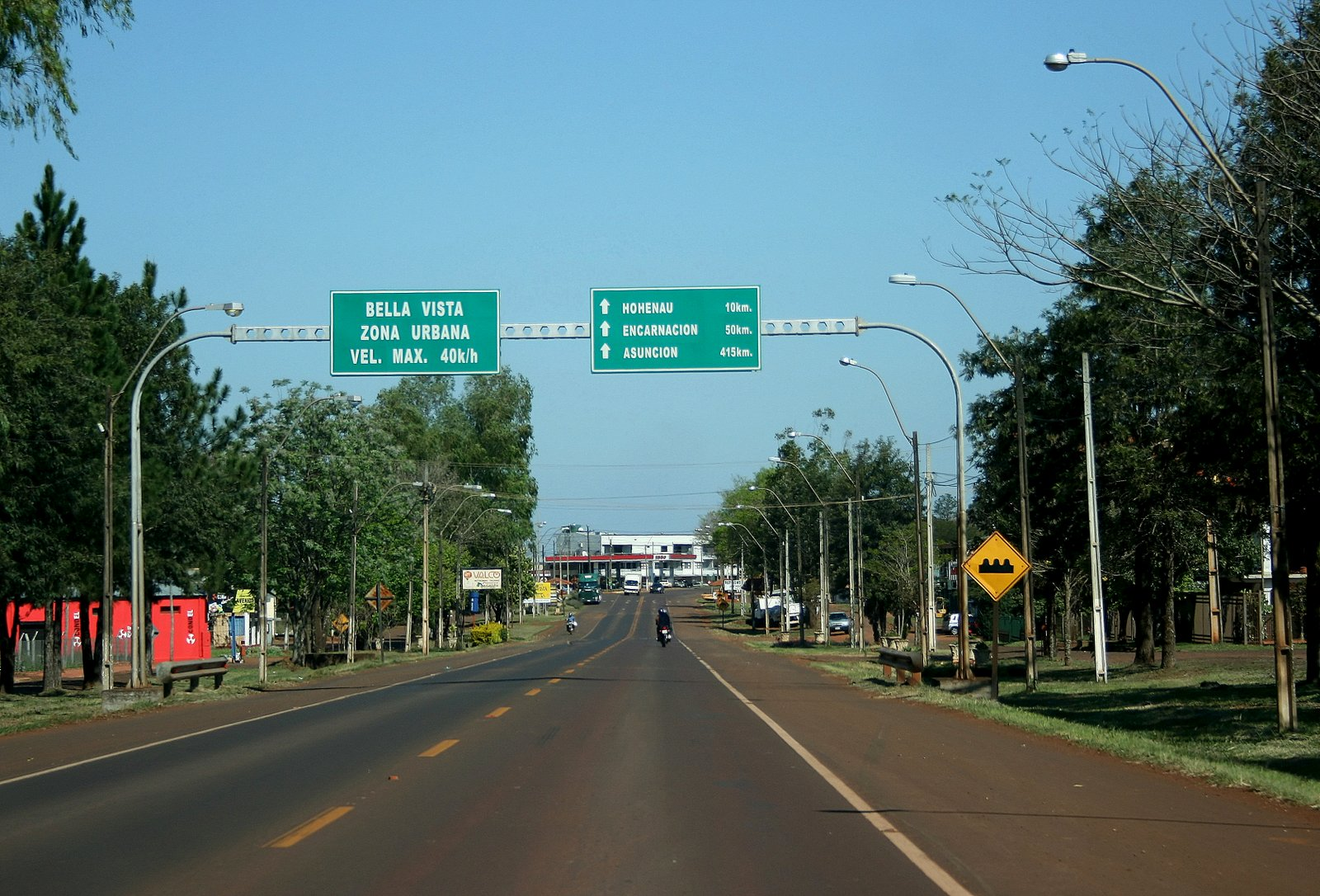
Ruta 6 bei Bella Vista

## Wirtschaft / Verkehr
Bekannt ist der Distrikt vor allem für den Anbau des Mate-Strauchs, dem vor dem Rathaus ein Denkmal gesetzt wurde.
Durch Bella Vista führt die Fernstraße Ruta 6 auf ihrem Weg von Encarnación nach Minga Guazú unweit von Ciudad del Este.